# Dobrzyca (dopływ Piławy)
Dobrzyca – rzeka dorzecza Warty o długości 64,3 km i powierzchni zlewni 925 km², prawy dopływ Piławy. 
Wypływa na wschód od Czaplinka w okolicy wsi Łubowo i płynie w kierunku południowo-wschodnim. Po minięciu wsi Motarzewo przepływa przez niewielkie jezioro Machliny Wielkie i dalej płynąc w kierunku południowym mija miejscowości: Nowa Wieś, Dobrzyca, Golce. W okolicach Wałcza przyjmuje swoje dopływy: Kłębowiankę i Piławkę. W miejscowości Ostrowiec przechodzi pod drogą krajową nr 22 i płynie w kierunku południowo-wschodnim. Do Piławy wpada na północ od Piły.
Według danych oceny stanu wód Dobrzycy z 2010 wykonanej w dwóch punktach (powyżej ujścia Świerczyńca oraz ujścia rzeki do Piławy) określono II klasę elementów biologicznych, II klasę elementów fizykochemicznych oraz dobry stan ekologiczny.
Do 1945 r. stosowano niemiecką nazwę Döberitz Fluß. Na polskiej mapie wojskowej z 1936 r. przy oznaczeniu rzeki podano polski egzonim Dobrzyca. W 1949 r. ustalono urzędowo polską nazwę Debrzyca. W 2006 r. Komisja Nazw Miejscowości i Obiektów Fizjograficznych wskazała nazwę Dobrzyca.